# GR-159897
GR-159,897 je potentni i selektivni antagonist  receptora. On ima anksiolitičko dejstvo u životinjskim modelima, i takođe inhibira bronhokonstrikciju plućnih kanala, iz kog razloga on možda može da bude koristan u tretmanu astme.

## Spoljašnje veze
- GR-159897

|  | Molimo Vas, obratite pažnju na važno upozorenje u vezi sa temama iz oblasti medicine (zdravlja). |